# Loge Concordia Vincit Animos
Loge Concordia Vincit Animos is een vrijmetselaarsloge in Amsterdam. De loge is opgericht in 1755 en valt onder het Grootoosten der Nederlanden.

## Geschiedenis
De aan deze loge verleende Schotse constitutiebrief is gedateerd 14 april 1755 en vermeldt de volgende namen: Jean Baptiste Seionnet (Sionet c.q. Seonnet), Joseph le Petit, Jean Bellot, Pierre Chevalier, Theodore Grospoil en Claude Wybert. Ratificatie van deze constitutiebrief had plaats op 22 mei 1757. De betekenis van de naam van de loge is: “eendracht verbindt de geesten, gemoederen”. De onderscheidingskleur van de loge is wit, maar dit was tussen 1761 en 1763 ‘paille’ – strogeel.
Loge Concordia Vincit Animos is een ‘loge fondatrice’, dat wil zeggen een van de tien loges die hebben deelgenomen aan de verkiezing van een Grootmeester op 26 december 1756 – een gebeurtenis die beschouwd wordt als de oprichting (of het herstel) van de Groote Loge der Zeven Verenigde Nederlanden.
Op 12 mei 1763 werden de leden van Loge ‘Virtutis et Artis Amici’ tijdelijk opgenomen, tot dat deze loge in oktober van dat zelfde jaar de arbeid weer zelfstandig hervatte. De loge was in ruste van 1804 tot 1815; van 1945 tot 1952 werkten de leden in Loge ‘La Bien Aimée’, waarna de loge in 1952 haar arbeid weer zelfstandig hervatte.
Vrijmetselarij · Beginselen · Geschiedenis · Symbolen · Vrijmetselaarsloge · Ordegrondwet · Obediëntie · Regulariteit en irregulariteit · Ritus · Graden · Grootmeester · Gemengde vrijmetselarij · Para-vrijmetselarij · Antivrijmetselarij · Vrijmetselarij in Nederland · Vrijmetselarij in België · Internationale vrijmetselarij
>>> Meer info op Portaal:Vrijmetselarij <<<